# Красный Отрожек
Красный Отрожек — село в Яковлевском городском округе Белгородской области России.

## География
Находится в западной части Белгородской области, в лесостепной зоне, в пределах южных отрогов Среднерусской возвышенности, на левом берегу реки Ворсклы, при автодороге 14К-23, на расстоянии примерно 16 километров (по прямой) к юго-западу от города Строитель, административного центра района. 

### Климат
Климат характеризуется как умеренно континентальный, с относительно мягкой зимой и тёплым летом. Среднегодовая температура воздуха — 6 °C. Средняя температура воздуха самого холодного месяца (января) — −8,3 °C (абсолютный минимум — −37 °C); самого тёплого месяца (июля) — 19,8 °C (абсолютный максимум — 41 °С). Безморозный период длится около 150 дней. Годовое количество атмосферных осадков — 583 мм, из которых 339 мм выпадает в период с апреля по октябрь.

### Часовой пояс
Село Красный Отрожек как и вся Белгородская область, находится в часовой зоне МСК (московское время). Смещение применяемого времени относительно UTC составляет +3:00.

## Население
| 2002 | 2010 | 2014 |
| ---- | ---- | ---- |
| 275  | ↗287 | ↗336 |

## Инфраструктура
В селе 6 улиц - Заречный переулок, Заречная улица, Кооперативный переулок, Набережная улица, Набережный переулок, Кооперативная улица